# Uście nad Orlicą
Uście nad Orlicą (cz. Ústí nad Orlicí, niem. Wildenschwert) – miasto w Czechach, w kraju pardubickim. Według danych z 31 grudnia 2003 powierzchnia miasta wynosiła 3636 ha, a liczba jego mieszkańców – 15 031 osób.

## Demografia
| Rok             | 1970   | 1980   | 1991   | 2001   | 2003   |
| --------------- | ------ | ------ | ------ | ------ | ------ |
| Liczba ludności | 12 843 | 15 288 | 15 295 | 15 192 | 15 031 |

Źródło: Czeski Urząd Statystyczny

## Transport

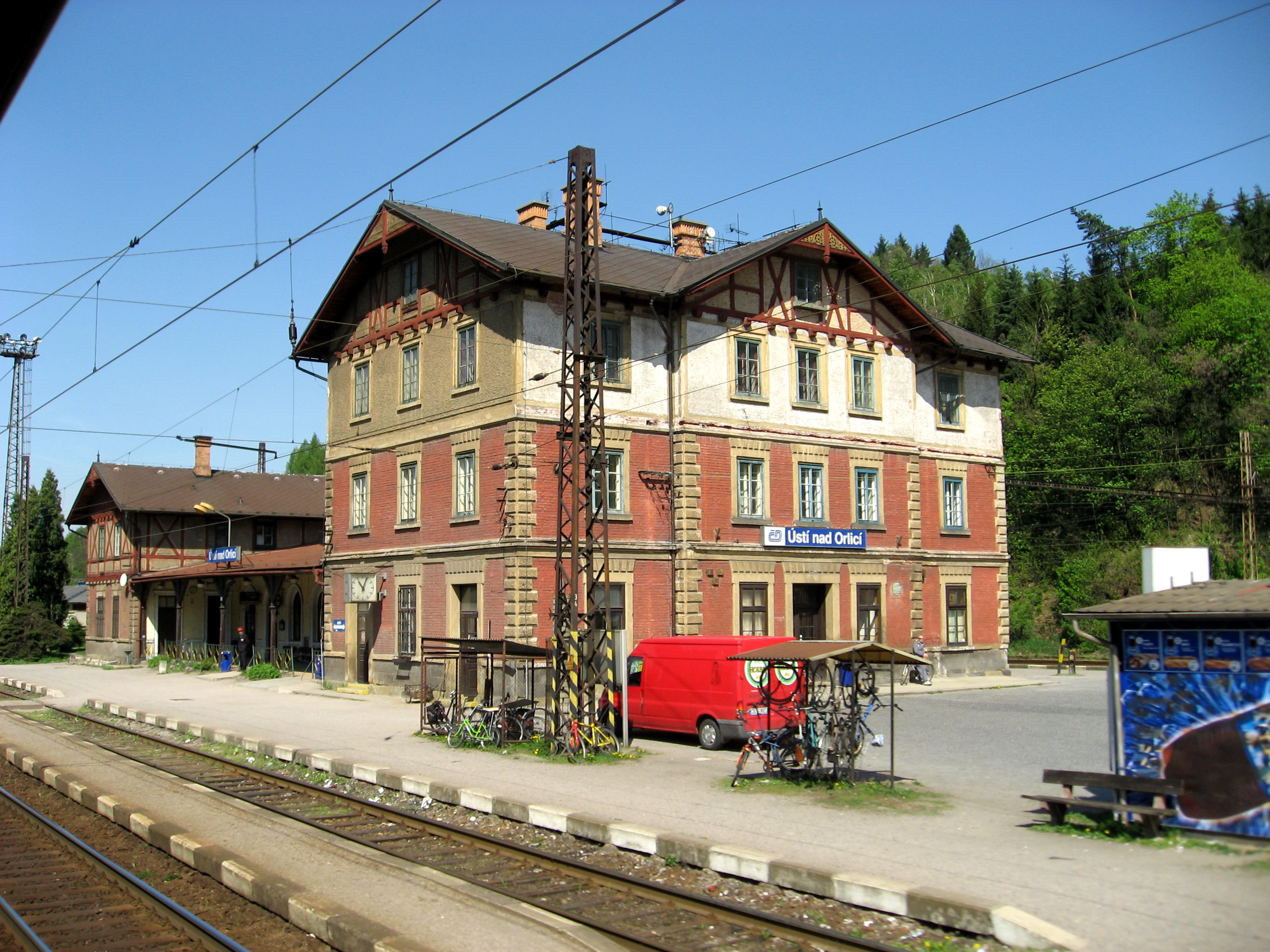
Dawny budynek stacji kolejowej Ústí nad Orlicí

Stacja kolejowa Ústí nad Orlicí

## Miasta partnerskie
- Amberg
- Bystrzyca Kłodzka
- Massa Martana
- Neukölln
- Poprad